# M2-Wagen
Als M2-Wagen werden Reisezugwagen der belgischen NMBS/SNCB bezeichnet, die zwischen 1958 und 1960 hergestellt wurden. M2-Wagen waren in verschiedenen Varianten im Einsatz: Wagen erster Klasse wurden als M2 A bezeichnet, Wagen zweiter Klasse trugen die Bezeichnung M2 B. Gemischtklassige Wagen wurden als M2 AB bezeichnet; Steuerwagen als M2 BDx.

## Geschichte

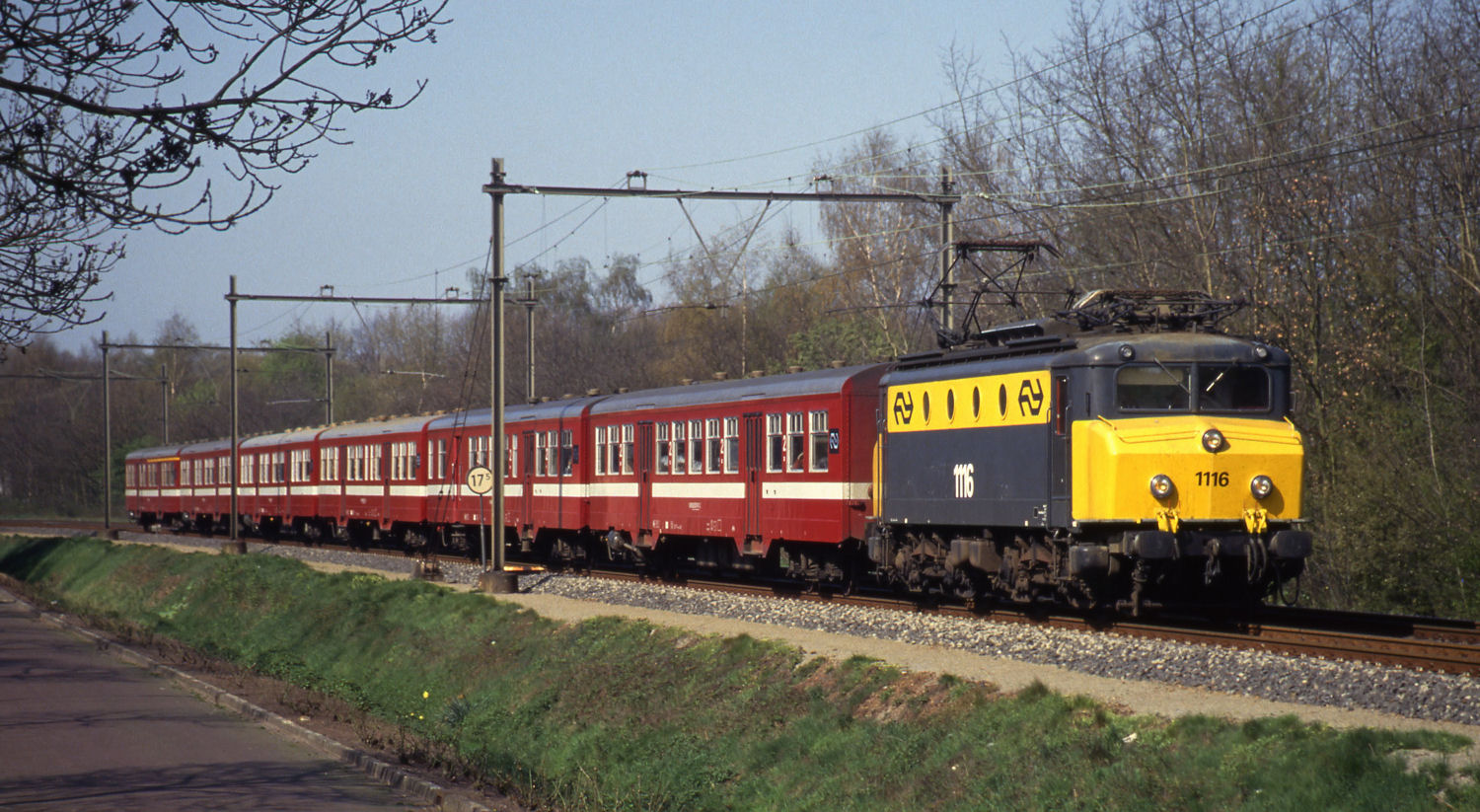
M2-Wagen mit niederländischer Lokomotive der NS-Baureihe 1100 im April 1993

Zwischen 1958 und 1960 wurden über 600 M2-Wagen hergestellt, mehr als von jedem anderen belgischen Wagentyp. Zunächst waren die M2-Wagen auf dem gesamten belgischen Netz im Einsatz, nach der Einführung der M4-Wagen waren sie überwiegend in Lokalzügen, häufig auf nicht elektrifizierten Strecken, und in Verstärkerzügen zur Hauptverkehrszeit zu finden.
Durch die Einführung von Dieseltriebzügen der Reihe AR 41 wurden M2-Wagen auf nicht elektrifizierten Strecken überflüssig, zudem wurden durch die absehbare Inbetriebnahme der M6-Wagen andere Wagentypen frei. Die NMBS/SNCB entschied daher, zum Dezember 2004 alle M2-Wagen auszumustern. Nach dem Fahrplanwechsel am 12. Dezember 2004 wurden durch die NMBS/SNCB lediglich 5 Wagen bis zum 1. Mai 2005 betriebsfähig gehalten. Etwa 30 Wagen wurden museal erhalten.

## Ferrovie Nord Milano

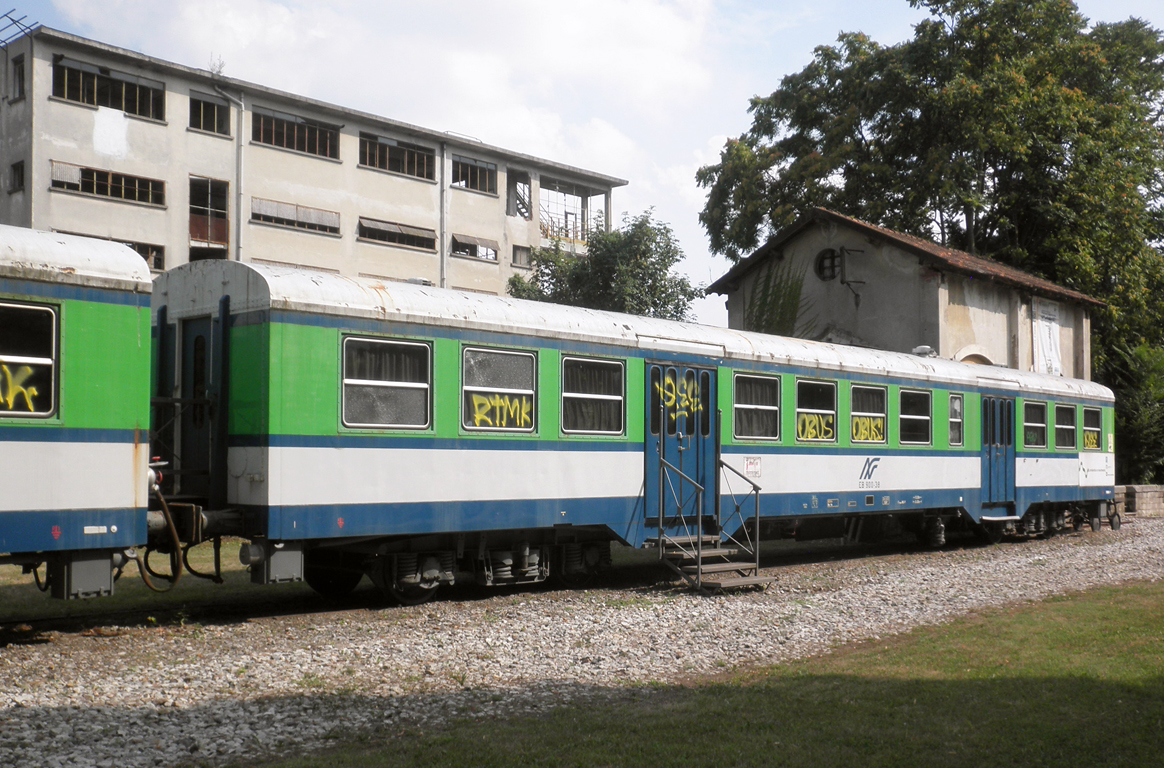
M2-Wagen (klassifiziert E.900) als Denkmal im ehemaligen Bahnhof von Castiglione Olona erhalten

Die Ferrovie Nord Milano erwarb einige M2-Wagen in den neunziger Jahren und  bezeichneten sie als EB.900, die  Steuerwagen als EB.880. Die M2-Wagen erhielten eine Lackierung in den Farben Weiß und Grün.
Die Wagen wurden gemeinsam mit aus Tschechien angekauften Lokomotiven des Typs E.630 betrieben.

## Technik
Die M2-Wagen sind wendezugfähig und dabei auch mit den ab 1966 durch Umbau entstandenen Steuerwagen der M1-Wagen kompatibel. Die Wagen besaßen Schlieren-Drehgestelle, die angesichts der bevorstehenden Bestellung von M4-Wagen bei einigen Wagen versuchsweise durch Y 32-Drehgestelle, die auch in den Corail-Wagen der SNCF eingebaut sind, ersetzt wurden.

## Farbgebung
Bei ihrer Auslieferung waren die M2-Wagen grün lackiert. Später erfolgte eine Umlackierung in das bordeaux-gelbe Design der NMBS/SNCB. Einige wenige bis zuletzt im Einsatz stehende Wagen erhielten auch das weiß-blau-rote Design der I11-Wagen. Einer dieser Wagen wurde nach der Ausmusterung am Pier von Blankenberge aufgestellt.